# Harold Lloyd
Harold Clayton Lloyd (Burchard, Nebraska, 20 de abril de 1893 - Beverly Hills, Califórnia, 8 de março de 1971) foi um ator, comediante, diretor, produtor, roteirista de cinema norte-americano. Criou um tipo cômico de grande sucesso na era do cinema mudo americano. Fez 214 filmes durante a sua carreira, a grande maioria na era do cinema mudo, sendo considerado, junto com Charles Chaplin e Buster Keaton, um dos maiores comediantes da época. Até o final dos anos 30 fez filmes com menos frequência e no final dos anos 40 protagonizou seu último filme e se aposentou, mas no começo dos anos 60 dirigiu sem créditos um filme que era uma compilação de cenas de seus antigos filmes.

 
No início de sua carreira, Harold Lloyd poderia se considerado só mais uma imitação de Chaplin, mas com roupas apertadas. Com o tempo, acabou trocando o bigodinho por um chapéu de palha e um óculos tartaruga, com certa elegância; "pouco inteligente mas afortunado" poderia ser o lema do personagem. Representava o americano médio confrontado pela freneticidade da urbanização: arranha-céus, negócios, médicos charlatões. Em Safety Last, "o garoto" (como é chamado no filme) que, pelo desenrolar da trama, começa a escalar um edifício pelo lado de fora e não tem como descer, nem consegue penetrar por uma janela - precisa continuar a subir e, numa dessas, para não cair, agarra-se ao ponteiro dos minutos do relógio na torre do prédio. Uma personalidade baseada na ausência de personalidade.

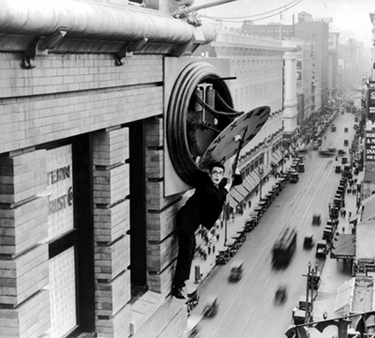
Harold Lloyd em Safety Last! (1923).

Seu personagem - o jovem franzino, de óculos, chapéu de palha e terno, não necessariamente tímido, mas sempre desastrado - combinava uma certa densidade psicológica, tipo Chaplin, com uma inacreditável destreza física, tipo Keaton. Só em 1919 descobriu o fator decisivo para seu personagem: os óculos. Esta foi sua originalidade: criou um personagem absolutamente comum e apagado (sempre chamado Harold - no Brasil, Haroldo), a quem aconteciam as situações mais incomuns e que o faziam, sem querer, transformar-se em um super-homem. Dos 58 minutos de For Heaven's Sake (1926), 30 são um corre-corre desenfreado, com Harold atraindo para si todos os bandidos e policiais da cidade a fim de levá-los para a sede de uma missão tipo Exército da Salvação.
 
Harold Lloyd representa, de certa forma um microcosmo do que a comédia manifesta: o reconhecimento da platéia no ridículo, a luta com o objeto.

## Filmografia
- A Mixup for Mazie (1915)
- A Foozle at the Tee Party (1915)
- A Gasoline Wedding (1918)
- A Jazzed Honeymoon (1919)
- At the Old Stage Door (1919)
- Never Weaken (1921)